# 昌源中路站
昌源中路站是一个位于中华人民共和国云南省昆明市西山区马街街道与五华区昆明高新技术产业开发区交界人民西路地下，属于昆明地铁3号线的地铁车站，于2017年8月29日启用。

## 出口
该站设有4个出口：
|                       | 编号     | 地点                           | 建议前往的目的地 | 照片 |
| 出口 · A · 升降机标志 | 昌源南路 | 西山区职业高级中学             |                  |      |
| 出口 · B              | 人民西路 | 昆明市道路运输管理局西山区分局 |                  |      |
| 出口 · C              | 人民西路 | 昆明市西山区第一中学           |                  |      |
| 出口 · E              | 昌源南路 | 经典明苑                       |                  |      |
| 註： 設有             |          |                                |                  |      |